# Kågebadet
Kågebadet är ett friluftsbad i Kåge, Skellefteå kommun. 
Badplatsen byggdes 1974 av Skellefteå kommun och inkluderar två uppvärmda pooler i storlekarna: 
- 12,5 x 25 meter med djupet 0,9–1,6 m och volymen 360 m3 samt
- en barnbassäng med en diameter på 10 meter med djupet 0,25–0,30 meter och volymen 20 m3.

Den totala volymen uppgår till 380 m3 och den totala vattenytan till  390 m2. Badplatsen omfattar totalt 7 000 kvm.

## Historia
Kågebadet byggdes 1974 och var 1978 en av fyra badplatser i Sverige där det installerades solvärmeanläggningar för uppvärmning av bassängvatten. Detta med stöd av Statens råd för byggnadsforskning.
Säsongerna 1978, 1979 och 1980 uppgick antalet besökare till 71 600 personer, i genomsnitt 305 besökare per dag.
I mars 2010 beslutades att Kågebadet skulle läggas ner. I juni samma år meddelades dock att badet blir kvar genom föreningen Kågebadets vänner som också beviljades ett stöd på 150 000 kronor för att kunna driva verksamheten det året. Anläggningen fortsatte ägas av Skellefteå kommun.
Föreningen Kågebadets vänner har därefter fortsatt med driften av badplatsen.